# Juan Díaz
Juan Díaz (ur. 17 września 1983 w Houston) – amerykański bokser, były zawodowy mistrz świata organizacji WBA, WBO i IBF w kategorii lekkiej (do 135 funtów).

## Kariera amatorska
Bilans walk amatorskich Díaza to 105 zwycięstw i 5 porażek. Początkowo zakwalifikował się do amerykańskiej bokserskiej kadry olimpijskiej na igrzyska w Sydney, ale ostatecznie, z powodu wieku, nie pojechał do Australii.

## Kariera zawodowa
Pierwszy zawodowy pojedynek odbył w wieku 16 lat, w czerwcu 2000 roku.
17 lipca 2004 roku zdobył pas mistrzowski WBA, pokonując na punkty Lakvę Sima z Mongolii. W listopadzie tego samego roku zaliczył pierwszą skuteczną obronę tytułu pokonując, także na punkty, Juliena Lorcy. W następnym roku tylko raz bronił mistrzowskiego pasa – w styczniu pokonał przez techniczny nokaut w dziewiątej rundzie Kanadyjczyka Billy Irwina.
W 2006 roku stoczył trzy pojedynki. Najpierw 8 kwietnia pokonał na punkty Jose Miguela Cotto, później pokonał Randy Suico (TKO w dziewiątej rundzie), a w listopadzie jednogłośną decyzją sędziów zwyciężył w walce z Fernando Angulo.
28 kwietnia 2007 roku zmierzył się z mistrzem świata WBO, Acelino Freitasem. Stawką pojedynku były mistrzowskie pasy obu federacji. Díaz wygrał po tym, jak Brazylijczyk zrezygnował z walki w przerwie między ósmą i dziewiątą rundą. 13 października 2007 roku zdobył trzeci mistrzowski pas, tym razem IBF, pokonując przez techniczny nokaut w dziewiątej rundzie dotychczasowego mistrza tej organizacji, Julio Díaza.
8 marca 2008 roku stracił wszystkie swoje pasy mistrzowskie na rzecz Nate Campbella, z którym przegrał po niejednogłośnej decyzji sędziów. Na ring powrócił po sześciu miesiącach, pokonując na punkty po niejednogłośnej decyzji sędziów Michaela Katsidisa.
28 lutego 2009 roku po zaciętej walce przegrał przez techniczny nokaut w dziewiątej rundzie z Juanem Manuelem Márquezem. Obaj bokserzy doznali rozcięć skóry w okolicach prawego oka – Márquez w rundzie piątej, Díaz w ósmej. Był to pojedynek o wakujące tytuły mistrzowskie WBA i WBO w kategorii lekkiej.
Po tej walce zmienił kategorię wagową na wyższą. 22 sierpnia 2009 roku pokonał jednogłośnie na punkty Paula Malignaggiego. Malignaggi już w pierwszej rundzie w wyniku prawidłowego uderzenia doznał rozcięcia skóry nad lewym okiem. Takiej samej kontuzji doznał w drugiej rundzie Díaz. W rundzie piątej Díaz w wyniku przypadkowego zderzenia głowami doznał drugiego rozcięcia nad tym samym okiem, jednak wygrał walkę w stosunku 116-112, 115-113 i 118-110. Werdykt sędziów został przez niektórych komentatorów uznany za kontrowersyjny. 12 grudnia tego samego roku doszło do walki rewanżowej obu pięściarzy. Tym razem lepszy okazał się Malignaggi, wygrywając pojedynek jednogłośnie na punkty. Díaz w dziesiątej rundzie był liczony.